# Les Histoires qu'on raconte
Pour plus de détails, voir Fiche technique et Distribution.
Les Histoires qu'on raconte (Stories We Tell) est un film documentaire canadien écrit et réalisé par l'actrice et cinéaste canadienne Sarah Polley, sorti en 2012.
Sarah Polley raconte dans ce troisième long-métrage en tant que réalisatrice, sa propre histoire de famille.

## Synopsis
Le film débute, par des plans de son père qui monte les marches d'un studio et on le voit entrer dans un studio d'enregistrement. Il se demande ce qu'il fait là et sa fille lui annonce qu'elle enregistre sa voix afin qu'il narre l'histoire de leur famille, à partir d'un texte que lui-même a écrit.
Puis, il commence à raconter en voix-off, l'histoire de leur famille. La chanson du groupe Bon Iver, Skinny Love passe alors en bande-son sur des images des frères et sœurs de Sarah Polley, ainsi que des amis de leur famille et les pères probables de l'actrice et cinéaste, en train de se préparer pour raconter leur histoire.
Et chacun va raconter sa propre vision d'événements : la personnalité de Diane Polley, la mère de Sarah, décédée très jeune d'un cancer ; les événements qui ont conduit à la procréation de Sarah Polley ; les théories autour de cette procréation ; le premier mariage de Diane Polley ; la découverte de la « vérité » par Sarah Polley, alors âgée de 28 ans et comment Sarah va raconter cela dans un éventuel projet qui deviendra Stories We Tell.

## Fiche technique
- Titre original anglais : Stories We Tell
- Réalisation et scénario : Sarah Polley
- Production : Anita Lee et Silva Basmajian (Office national du film du Canada)
- Musique : Jonathan Goldsmith
- Pays d'origine : Canada
- Langue : anglais
- Durée : 109 minutes

## Distribution
- Michael Polley : le narrateur
- Rebecca Jenkins (en) : Diane Polley
- Allie MacDonald : Joanna Polley

## Distinctions

### Récompenses
- 41e festival du nouveau cinéma de Montréal : Grand Prix Focus – Long métrage[1]
- 16e cérémonie des Toronto Film Critics Association Awards : meilleur film documentaire
- Alliance of Women Film Journalists Awards 2013 : meilleur film documentaire
- Detroit Film Critics Society Awards 2013 : meilleur film documentaire
- National Board of Review Awards 2013 : meilleur film documentaire
- New York Film Critics Circle Awards 2013 : meilleur film documentaire
- Women Film Critics Circle Awards 2013 : meilleur film documentaire fait par une femme ou à propos des femmes
- 1re cérémonie des prix Écrans canadiens : Meilleur long métrage documentaire - Ted Rogers
- Georgia Film Critics Association Awards 2014 : meilleur film documentaire
- Writers Guild of America Awards 2014 : meilleur scénario de film documentaire pour Sarah Polley

### Nominations et sélections
- Festival du film de Sundance 2013 : sélection hors compétition « Spotlight »
- Festival du film de Sydney 2013
- IDA Awards 2013 : meilleur film documentaire
- Washington DC Area Film Critics Association Awards 2013 : meilleur film documentaire
- Critics' Choice Movie Awards 2014 : meilleur film documentaire
- Satellite Awards 2014 : meilleur film documentaire